# Pseudotriccus
Pseudotriccus es un género de aves paseriformes perteneciente a la familia Tyrannidae que agrupa a especies originarias de la América tropical (Neotrópico), donde se distribuyen desde las montañas del este de Panamá, a lo largo de la cordillera de los Andes de América del Sur, hasta el sur del Perú y oeste de Bolivia. A sus miembros se les conoce por el nombre popular de tiranuelos y también tiranos enanos o atrapamoscas pigmeos.

## Etimología
El nombre genérico masculino «Pseudotriccus» se compone de las palabras del griego «ψευδος pseudos»: ‘falso’, y «τρικκος trikkos»: pequeño pájaro no identificado; en ornitología, triccus significa «atrapamoscas tirano».

## Características
Las aves de este género son un trío de pequeños tiránidos midiendo alrededor de 11 cm de longitud, muy furtivos, encontrados en el sotobosque del interior de selvas andinas.

## Lista de especies
Según la clasificación del Congreso Ornitológico Internacional (IOC) y Clements Checklist, agrupa a las siguientes tres especies, con su respectivo nombre popular de acuerdo con la Sociedad Española de Ornitología:
| Imagen | Nombre científico      | Autor                         | Nombre común          | Estado de conservación | Distribución |
| ------ | ---------------------- | ----------------------------- | --------------------- | ---------------------- | ------------ |
|        | Pseudotriccus pelzelni | Taczanowski & Berlepsch, 1885 | tiranuelo bronceado   | LC                     |              |
|        | Pseudotriccus simplex  | (Berlepsch, 1901)             | tiranuelo simple      | LC                     |              |
|        | Pseudotriccus ruficeps | (Lafresnaye, 1843)            | tiranuelo cabecirrojo | LC                     |              |

## Taxonomía
Los amplios estudios genético-moleculares realizados por Tello et al. (2009) descubrieron una cantidad de relaciones novedosas dentro de la familia Tyrannidae que todavía no están reflejadas en la mayoría de las clasificaciones. Siguiendo estos estudios, Ohlson et al. (2013) propusieron dividir Tyrannidae en cinco familias. Según el ordenamiento propuesto, Pseudotriccus pertenece a la familia Rhynchocyclidae Berlepsch, 1907, en una subfamilia Pipromorphinae Wolters, 1977, junto a Mionectes, Leptopogon, Corythopis  y Phylloscartes. El Comité de Clasificación de Sudamérica (SACC) aguarda propuestas para analisar los cambios.